# Nira Park
Nira Park é uma produtora de filmes e televisão britânica.
Park trabalhou no The Comic Strip de 1989 a 1995. Em junho de 1995, ela fundou Big Talk Productions, que emprega quatro pessoas. Sobre essa companhia de produção, ela produziu comédias como Black Books e Spaced. Após Spaced, ela continuou a trabalhar com Edgar Wright na produção de Shaun of the Dead, Hot Fuzz e, mais recentemente, The World's End, todos da "Trilogia de Sangue e Sorvete".
Em adição à comédias, ela também trabalhou com dramas e documentários. Em 2005, ela foi nomeada um dos "Top Dez Produtores Para Assistir" pela revista Variety.
Ela se casou com Keith Allen, mas já se divorciaram.